# 霊操
霊操（れいそう、ラテン語: Exercitia spiritualia）とは、イグナチオ・デ・ロヨラによって始められたイエズス会の霊性修行、またその方法を記した著作。「体操」で身体を鍛えるように「霊操」は霊魂を鍛えることを目的とする。修行の到達点においては神と深い人格的交わりを持つ＝神の御意志を見出すことが目指される。

## 概要
「霊操」以前にもキリスト教の修道会では祈りや霊的読書などの修行が行われていた。だが、方法は整備されていないものが多かった。ロヨラは霊操でそれまで修道会に伝わってきた良心の究明、黙想、観想、口祷、念祷などの修行の諸要素をはじめて本格的に体系化し、自身の独創を加えてまとめあげた。霊操の中では指導者、修行者それぞれに対する注意点、修行の手順、規則、霊の微妙な動きを感じ取る方法などについて詳細に記されている。
霊操（観想）は1回1時間を毎日5回行う。その進行は四週間に分かれる。つまり5時間×28日が霊操に要する時間である。

## 構成
- 第一週　罪の認知と痛悔
- 第二週　キリストの救済活動の観想
- 第三週　キリストの受難の観想
- 第四週　キリストの復活の観想

伝統的な修行階梯の三区分、浄化、照明、一致では第一週が浄化、第二、第三週が照明、第四週が一致に相当する。

## 日本語訳
- 『霊操』霊操刊行会訳、エンデルレ書店、1994年。
- 『霊操』門脇佳吉訳、岩波書店、1995年。
- 『霊操』(改訂版)ホセ・ミゲル・バラ訳、新世社、1997年。
- 『霊操』川中仁訳、教文館、2023年。